# Sitemu
Sitemu is een bestuurslaag in het regentschap Pemalang van de provincie Midden-Java, Indonesië. Sitemu telt 3035 inwoners (volkstelling 2010).